# فردیناند کیفلر
فردیناند کیفلر (انگلیسی: Ferdinand Kiefler; ۴ اوت ۱۹۱۳ – ۱۳ ژانویهٔ ۱۹۴۵) بازیکن هندبال اهل اتریش بود.